# Vzhodna konferenca (NHL)
Vzhodna konferenca (francosko Conférence de l'Est) je ena od dveh konferenc, na kateri se deli liga NHL. Druga konferenca se imenuje Zahodna konferenca. 
Predhodno je bila znana kot Konferenca valižanskega princa (ali krajše Valižanska konferenca). Nastala je leta 1974, ko je bila NHL preurejena v dve konferenci in štiri divizije. Ker nove konference in divizije niso imele pomembne povezave s severnoameriško geografijo, so bile vse geografske odstranjene. Konferenca je bila zato imenovana za Pokal valižanskega princa.
Pokal valižanskega princa sega v leto 1924, ko ga je daroval ligi takratni valižanski princ in kasnejši kralj Edvard VIII. Prvotno so pokal podeljevali prvaku lige. (Do 1926 so Stanleyev pokal podeljevali zmagovalcu posezonske končnice med prvakom NHL in prvakom lige Western Canada Hockey League. Od 1926/27 je Stanleyev pokal odhajal v roke prvakov NHL. Med leti, ko NHL ni imela divizij (1927, 1938 do 1967), so Pokal valižanskega princa podeljevali prvouvrščenemu moštvu po rednem delu lige. Od 1928 do 1937 so pokal podeljevali prvaku Ameriške divizije in od 1967 do 1974 so ga podeljevali prvaku Vzhodne divizije. 
Konference in divizije so bile preurejene v sezoni 1981/82, da bi bolje izrazili lego moštev, a so že obstoječa imena obdržali skupaj z Valižansko konferenco, s čimer je današnja Vzhodna konferenca postala konferenca za NHL moštva iz Vzhodne Severne Amerike. Imena konferenc in divizij so bila zamenjana v sezoni 1993/94, da bi odsevala njihovo lego. Takratni novi NHL komisar Gary Bettman je uvedel spremembo, da bi pomagal nehokejskim navijačem pri razumevanju igre, saj NBA, NFL in MLB vsa uporabljajo geografsko zaznamovana imena za svoje konference in divizije. Sprememba je ujezila puriste in starejše hokejske navijače, ki so menili, da je ta sprememba, ki je obrnila na glavo dve desetletji tradicije, odstranila vsak zgodovinski pridih lige.  Kritiki so tudi opazili, da divizije z imeni glavnih figur športov kot Roberta Clementeja ali Walterja Paytona niso zmešale bejzbolskih in nogometnih navijačev.  Pokal, ki ga podeljujejo prvaku divizije, Pokal valižanskega princa, ohranja majhno povezavo z dediščino lige.

## Divizije
Pred preureditvijo lige leta 1993 je Valižanska konferenca sestojila iz divizij Adams in Patrick. Trenutno v Vzhodni konferenci nastopa 15 moštev v treh divizijah: Atlantski diviziji, Severovzhodni diviziji in Jugovzhodni diviziji. 
| Atlantska - New Jersey Devils - New York Islanders - New York Rangers - Philadelphia Flyers - Pittsburgh Penguins | Severovzhodna - Boston Bruins - Buffalo Sabres - Montreal Canadiens - Ottawa Senators - Toronto Maple Leafs | Jugovzhodna - Atlanta Thrashers - Carolina Hurricanes - Florida Panthers - Tampa Bay Lightning - Washington Capitals |

## Prvaki

### Zmagovalci Stanleyevega pokala
- 1975/76 - Montreal Canadiens
- 1976/77 - Montreal Canadiens
- 1977/78 - Montreal Canadiens
- 1978/79 - Montreal Canadiens
- 1979/80 - New York Islanders
- 1980/81 - New York Islanders
- 1981/82 - New York Islanders
- 1982/83 - New York Islanders
- 1985/86 - Montreal Canadiens
- 1990/91 - Pittsburgh Penguins
- 1991/92 - Pittsburgh Penguins
- 1992/93 - Montreal Canadiens
- 1993/94 - New York Rangers
- 1994/95 - New Jersey Devils
- 1999/00 - New Jersey Devils
- 2002/03 - New Jersey Devils
- 2003/04 - Tampa Bay Lightning
- 2005/06 - Carolina Hurricanes
- 2008/09 - Pittsburgh Penguins